# Hội nghị Đại biểu Toàn quốc Đảng Cộng sản Liên Xô
Hội nghị Đại biểu Toàn quốc Đảng Cộng sản Liên Xô (tiếng Nga: Всесоюзная конференция КПСС), là hội nghị đại diện các tổ chức Đảng trực thuộc Trung ương và các Đảng bộ trực thuộc Trung ương. Theo Điều lệ, có thể triệu tập giữa các Đại hội Đảng, để thảo luận các vấn đề khẩn cấp chính trị. Thủ tục triệu tập và tổ chức Hội nghị Đại biểu toàn quốc của Đảng do Ban Chấp hành Trung ương Đảng quyết định.
Hội nghị cuối cùng là Hội nghị Đại biểu Toàn quốc XIX Đảng Cộng sản Liên Xô, hội nghị trước đó Hội nghị Đại biểu Toàn quốc XVIII tổ chức không lâu trước khi bắt đầu Chiến tranh vệ quốc vĩ đại, các hội nghị không được triệu tập trong 47 năm.
Đại hội lần thứ XIX Đảng Cộng sản Liên Xô (tháng 5/1952) quy định rằng những vấn đề cấp bách liên quan đến chính trị Đảng có thể được thảo luận tại Đại hội đảng và phiên họp toàn thể của Ủy ban Trung ương và Hội nghị Đại biểu Toàn quốc. Đại hội lần thứ XXIII Đảng Cộng sản Liên Xô (tháng 3-4/1966) đã sửa đổi một số điều trong Điều lệ Đảng, Ủy ban Trung ương Đảng có quyền triệu tập Hội nghị Đại biểu Toàn quốc, nhưng Trung ương không thực sự thực thi quyền này tới thời kỳ perestroika, khi vào năm 1988 theo sáng kiến của Mikhail Gorbachev đã triệu tập Hội nghị Đại biểu Toàn quốc XIX Đảng Cộng sản Liên Xô. Những thay đổi chính trị nghiêm trọng trong đảng và trong nước bắt đầu từ Hội nghị, do đó Đảng Cộng sản và Liên Xô đã giải tán vào năm 1991. Như vậy, hội nghị lần thứ XIX là Hội nghị hậu chiến (và là hội nghị duy nhất có cái tên như vậy).

## Danh sách các Hội nghị
Có tổng cộng 19 Hội nghị Đại biểu Toàn quốc Đảng Cộng sản Liên Xô
- Hội nghị Đại biểu Toàn quốc lần thứ I Đảng Lao động Dân chủ Xã hội Nga (12 [25]/12/1905 - 17 [30]/12/1905, Tammerfors)
- Hội nghị Đại biểu Toàn quốc lần thứ II Đảng Lao động Dân chủ Xã hội Nga (3 [16]/11/1906 - 07 [20]/12/1906, Tammerfors)
- Hội nghị Đại biểu Toàn quốc lần thứ III Đảng Lao động Dân chủ Xã hội Nga (21/7 [3/8]/1907 - 23/7 [5/8]/1907, Kotka)
- Hội nghị Đại biểu Toàn quốc lần thứ IV Đảng Lao động Dân chủ Xã hội Nga (5 [18]/11 /1907 - 12 [25]/12/1905, Helsingfors)
- Hội nghị Đại biểu Toàn quốc lần thứ V Đảng Lao động Dân chủ Xã hội Nga(21/12/1908 [3/1/1909] - 27/12/1908 [9/1/1908], Paris)
- Hội nghị Đại biểu Toàn quốc lần thứ VI Đảng Lao động Dân chủ Xã hội Nga (5 [18]/1/1912 - 17 [30]/1/1912, Praha)
- Hội nghị Đại biểu Toàn quốc lần thứ VII Đảng Lao động Dân chủ Xã hội Nga (24/4 [7/5]/1917 - 29/4 [12/5]/1917, Petrograd)
- Hội nghị Đại biểu Toàn quốc lần thứ VIII Đảng Cộng sản Nga (2 - 4/12/1919, Moskva)
- Hội nghị Đại biểu Toàn quốc lần thứ IX Đảng Cộng sản Nga (22 - 25/9/1920, Moskva)
- Hội nghị Đại biểu Toàn quốc lần thứ X Đảng Cộng sản Nga (26 - 28/5/1921, Moskva)
- Hội nghị Đại biểu Toàn quốc lần thứ XI Đảng Cộng sản Nga (19 - 22/12/1921, Moskva)
- Hội nghị Đại biểu Toàn quốc lần thứ XII Đảng Cộng sản Nga (4 - 7/8/1922, Moskva)
- Hội nghị Đại biểu Toàn quốc lần thứ XIII Đảng Cộng sản Nga (16 - 18/1/1924, Moskva)
- Hội nghị Đại biểu Toàn quốc lần thứ XIV Đảng Cộng sản Nga (27 - 29/4/1925, Moskva)
- Hội nghị Đại biểu Toàn quốc lần thứ XV Đảng Cộng sản Liên Xô (26/10 - 3/11/1926, Moskva)
- Hội nghị Đại biểu Toàn quốc lần thứ XVI Đảng Cộng sản Liên Xô (23 - 29/4/1929, Moskva)
- Hội nghị Đại biểu Toàn quốc lần thứ XVII Đảng Cộng sản Liên Xô (30/1 - 4/2/1932, Moskva)
- Hội nghị Đại biểu Toàn quốc lần thứ XVIII Đảng Cộng sản Liên Xô (15 - 20/2/1941, Moskva)
- Hội nghị Đại biểu Toàn quốc lần thứ XIX Đảng Cộng sản Liên Xô (28/6 - 1/7/1988, Moskva)